# Фела Кути
Фела Аникулапо Кути (рођен као Olufela Olesegun Oludotun Ransome-Kuti; Абеокута, 15. октобар 1938 – Лагос, 2. август 1997) био је нигеријски мултуинструменталиста, вођа бенда, композитор, политички активиста и панафриканиста. Сматра се пиониром афробита, афричког музичког жанра, који представља мешавину традиционалне Јоруба музике, фанка и џеза. На врхунцу своје популарности, означен је као најизазовнији и најхаризматичнијим афрички музички извођач. AllMusic описао га је као "музички и социополитички глас" интернационалног значаја. Кути је био син нигеријске активисткиње за права жена, Funmilayo Ransome Kuti. Након раног искуства у иностранству, са својим бендом Африка 70 (укључујући бубњара Тони Алена) успео се до звезда у Нигерији током седамдесетих година, током којих је био отворени критичар и мета нигеријских војних хунти. 1970. основао је комуну под називом Калкута република, која се прогласила независном од војних правила. Комуна је уништена током рације 1978. Од његове смрти 1997, реиздања и компилације његове музике реиздавао је и контролисао његов син, Феми Кути.

## Младост и каријера
Olufela Olesegun Oludotun Ransome-Kuti је рођен у Ransome-Kuti породици, представници нигеријске више средње класе, 15. октобара 1938. у Абеокути, град у Британској Нигерији. Његова мајка Funmiliyao Ransome-Kuti је била анти-колонијална феминисткиња, а његов отац био је англикански свештеник, директор школе и први председник Нигеријске уније наставника. Његова браћа Beko Ransome-Kuti и Olikoye Ransome-Kuti познати су широм Нигерије. Кути је био први рођак који је премештен код писца и нобеловца Воле Сојинка, првог афричког црнца који је добио Нобелову награду за књижевност, будући да су обојица потомци Josiah Ransome Kuti-а, Кутијевог деде по оцу и Сојинкиног прадеди по мајци.
Кути је похађао Абеокута основну школу. 1958. послат је на студије медицине, али он се одлучује за студије музике на Тринити колеџу за музику, са трубом као главним и његовим омиљеним инструментом. Током боравка на студијама, основао је бенд Kolla Lobitos који је свирао џез и хајлајф. 1960. Кути се оженио својом првом женом, Рекилекуном Тејлор, са којом је имао три детета (Фемија Јеми и Солу). Године 1963. Кути се сели у независну Федерацију Нигерију, поново окупља Kolla Lobitos-е и учи да постане радијски продуцент у Нигеријској радиодифузној агенцији. Неко време је свирао са Виктором Олаијом и његовим Ол старс бендом.
Године 1967. Кути путује за Гану, тражећи нове музичке смернице. Назвао је свој стил Афробит, који је у ствари мешавина хајлајфа, џеза, фанка, салсе, калипса и традицоналне Јоруба музике. 1969. Кути се са својим бендом преселио у САД и са њима провео десет месеци у Лос Анђелесу. Тамо је открио покрет Црне моћи преко Сандре Смит, чланицом Црних пантера. Ово искуство веома је утицало на његову музику и политичке погледе. Преименовао је свој бенд у Нигерија 70. Убрзо након тога, припадник америчке имиграционе агенције обелоданио је да су Кути и његов бенд у САД без радних дозвола. Бенд је након тога, извео последњу свирку у Лос Ањђелесу, која је снимљена и касније издата под називом Тhe '69 Los Angeles Sessions.

### Седамдесете
Након што су се Фела Кути и његов бенд вратили у Нигерију, група је преименована у Африка 70, а тако су и љубавни текстови замењени текстовима о друштвеним проблемима. Кути је формирао Калакута републику-комуну, студио за снимање и дом за многе људе који су били повезани са бендом, а која је касније прогласила независност од нигеријске државе. По изјави Линдсеј Барета, име Калакута одабрано је по озоглашеној тамници Црна рупа Калкуте у Индији. Кути је отворио ноћни клуб у Импајр хотелу, који је у почетку носио име Афро-спот, а касније Африка шрајн, где је редовно наступао и служио на персонализованим, традиционалим Јоруба церемонијама у част вере предака своје нације. Такође је променио своје име у Аникулапо (значење имена: "Онај који носи смрт у својој торбици", са интерпретацијом "Бићу господар своје судбине и одлучићу када је време да ме смрт узме"). Престао је да користи средње име Рансом, зато што га је сматрао ропским.
Кутијева музика била је популарна међу нигеријском публиком, и уопште међу Африканцима. Одлучио је да пева на пиџинском енглеском језику како би појединци из целе Африке могли да уживају у његовој музици, где су локални језици којима говоре, многобројни и разнолики. Колико год да је Кутијева музика постала популарна у Нигерији и шире, била је непопуларна за тадашњу власт, те су рације у Калакута републици биле честе. Током 1972. Џинџер Бејкер снима албум Стративариус, са Кутијем као певачем и гитаристом Боби Тенчом. Отприлике у то време, Кути се још више повезао са Јоруба религијом.
Године 1977. Кути и Африка 70 снимају албум Зомби, који је жестоко критиковао нигеријске војнике и на ком се реч зомби користи као метафора за описивање метода нигеријске војске. Албум је постигао велики успех и разбеснео је тадашњу владу, која је спровела рацију у Калакута републици са 1000 војника. Током претреса, Кути је тешко претучен, а његова мајка смртно је рањена, након што је бачена са прозора. Комуна је спаљена, а Кутијев студио, инструменти и мастер траке уништени. Кути је тврдио да би био убијен да није било интервенције главног официра док су га тукли. Одговорио је на напад, тако што је предао ковчег своје мајке касарни Додан Баракс у Лагосу, резиденцији генерала Олусегун Обасанџоа, и тако што је написао две песме: "Coffin for Head of State" и "Unknown Soldier", позивајући се на званичну истрагу, која је тврдила да је непознат војник уништио комуну.
Фела и његов бенд настанили су се у "Crossroads" хотелу, након што је светилиште било уништено заједно са комуном. 1978. оженио се са 27 жена: Кикеломо Осеини, Фолаке Оладејо, Тејмаде Адебии,Наа Ламилеи, Сева Кути, Омотола Осаети, Омовнуми Оиеделе, Алаке Аникулапо Кути Схаде Сходеинде, Адеола Виллиамс, Најите Кути, Емарвегхеоен Осуде, Емаруагхеоор, Емаруаен, Адејонво Ииабоде Огунитро, Босе Аникулапо Кути, Лара Аникулапо Кути, Суру Ериомола, Токунбо Акран, Фунми Кути, Омовунми Афесумо, Лаиде Аникулапо Кути, Ронке Едасон, Дамирегба Аникулапо Кути, Адуни Идовуан, Таилор Оламола. Многе од њих биле су плесачице, композиторке и певачице које су сарађивале са њим. Брак је служио не само томе да подсећа на годишњицу напада на Калкута републику, већ и да заштити Кутија и његових супруга од лажних тврдњи власти да је киднаповао жене. Касније је усвојио систем ротације за одржавање 12 истовремених жена. У тој години, било је и 2 коцерта: први у Акри, на ком су избили нереди током извођења песме "Зомби", због чега је Кутију забрањен улазак у Гану; други је био на Берлинскоом џез фестивалу, након којег га је већина његових музичара напустила због гласиина да је сав приход планирао да искористи за финансирање своје председничке кампање.
Године 1983. Кути је оформио политичку партију, коју је назвао "Покрет народа" (МОП), како би "почистио друштво попут крпе". МОП је пропагирао нкрумахизам и африканизам. Године 1979. кандидовао се за председника Нигерије, на првим изборима у деценији, али је његова кандидатура одбијена. У овом периоду, Фела је формирао нови бенд, Египат 80, који је одржавао став да је египатска цивилизација, знање, филозофија, математика и религија афрички, и да се за њих то мора тврдити. У једном интервју је изјавио: "Наглашавам поенту да морам да упознам Африканце са чињеницом да египатска цивилизација припада афричкој. Дакле, то је био разлог зашто сам променио име свог бенда у Египат 80". Кути је наставио да снима албуме и обилази земљу. Разбеснео је политички естамблишмент, имплицирајући на потпредседника ITT Corporation, Мошада Абилоу у популарној двадесетпетоминутноој политичко- ангажованој песми " I. T. T. (International Thief-Thief)".

### Осамдесете и даље
1984. влада Мухамеда Бухарија, чији је Кути био гласни противник, затворила га је под оптужбом за шверц валута. Амнести интернашонал и други, осудили су оптужбе као политички мотивисане. Амнести га је прогласила затвореником завести , а друге организације за људска права такође су преузеле његов случај. После 20 месеци, генерал Ибрахим Бабангида пустио га је из затвора. По ослобађању, Кути се развео од својих 12 преосталих супруга, наводећи да „брак доноси љубомору и себичност.
Кути је наставио да издаје албуме са Египтом 80 и да гостује по САД и Европи, док је за то време био политички активан. 1986. наступао је на Гиантс стадиону у Њу Џерзију у оквиру концерта Амнести Интернашонала под називом "Завера наде", заједно са Боном, Карлос Сантаном и Невил брадерсима. 1989. Фела и Египат 80 издају албум против апартхејда "Beats of no Nation", на којем су на насловници били амерички председник Роналд Реган, британска премијерка Маргарет Тачер, и председник Јужноафричке републике Питер Вилем Бота. Наслов композиције настао је из Ботине изјаве: "Овај устанак (против система апартхејда) створиће звер у нама.
Деведесетих година, Кути је успорио са издавањем албума, да би на крају потпуно престао да их издаје. Дана 21. јануара 1993, је заједно са четири члана Африке 70 ухапшен, а касније и оптужен за убиство електричара. Гласине су такође нагађале да пати од болести, због које је одбијао лечење. Међутим, није било потврђене Кутијеве изјаве о овој спекулацији.

### Смрт
Дана 3. августа 1997, Кутијев брат Оилкоје Рансом Кути, истакнути активиста у борби против АИДС-а, објавио је Кутијеву смрт, дан пре изласка контроверзи везаних за АИДС. Кути је порицао постојање АИДС-а, и његова удовица је тврдила да није умро од АИДС-а. Његов најмлађи син, Сеун, заузео је Фелино место вође бенда Египат 80. До 2020. бенд је и даље активан, издајући музику под надимком Сеун Кути и Египат 80.

## Музика
Кутијев музички стил назван је Афробит. Тај стил је умногоме он развио, и он представља комплексну мешавину џеза, фанка, хајлајфа, психоделичног рока и традиционалних нигеријских и афричких напева и ритмова. Тони Ален (Кутијев бубњар преко двадесет година) имао је кључну улогу у стварању афробита. Кути је једном приликом изјавио: "не би било афробита без Тони Алена.
Кутијев бенд био је запажен по томе што је имао 2 баритонска саксофона, док је већина бендова користила само један. Ово је уобичајна техника у афричким музичким стиловима, и може се видети у фанку и хип-хопу. Његов бенд понекад је наступао са две бас гитаре истовремено, свирајући истовремено повезане мелодије и ритмове. Увек је било двоје или више гитариста на наступима. Електрична гитара у западноафричком стилу у афробит бендовима је важна, и користи се за давање основне структуре, као и свирање понављајућих акорда и рифова.
Неки елементи често присутни у Кутијевој музици су позив и одговор унутар рефрена и фигуративни, али једноставни текстови. Његове песме су такође веома дуге, најмање 10-15 минута трајања, а многе су достизале и 20 или 30 минута, док су необјављене композиције трајале и до 45 минута када би се изводиле уживо. Дужина композиција била је један од разлога зашто његова музика никада није достигла знатан степен популарности ван Африке. Његове ЛП плоче, често су имале по 30 минута једне песме на једној страни. Обично је структура песме таква да постоји инструментални увод, отприлике 10 до 15 минута, пре него што Фела крене да пева главни део песме са својим тесктом још 10 до 15 минута. На неким снимцима, његове песме су подељене у 2 дела: први део је инструментални, а други део има вокале.
Кутијеве песме углавном су певане на нигеријском пиџин енглеском језику, мада је изводио и неколико песама на Јоруба језику. Главни инструметни су му били саксофон и клавијатуре, али је свирао и трубу, електричну гитару и бубањ. Кути је одбијао да поново изводи песме након што их је већ снимио, што је спутало његову популарност ван Африке.
Био је познат по својим шоу наступима, а концерти су бу често били необични и дивљи. Свој сценски наступ назвао је "Подземном духовном игром". Многи би очекивали да ће на својим наступима изводити шоу, попут оних у западном свету, али токо осмадесетих није био заинтересован за такве наступе. Његов европски наступ је оно што је било релевантно у то време и обухватало је друге његове инспирације. Покушавао је да сними филм, али је сав материјал изгубио током пожара који је, владина војска подметнула у његовој кући. Сматрао је да би уметност, па тако и његова музика, требало да имају политичко значење.
Кути је био део афроцентричног покрета, који је основан и спроведен кроз његову музику. У једном интервју, изјавио је: "Музика би требало да има ефекта. Ако свирате музику, а људи нешто не осећају, не радите срање. То је оно о чему је афричка музика. Када чујете нешто, морате се кретати. Желим да покренем људе да плешу, али и да размишљају. Музика жели да диктира бољи живот уместо лошег живота. Кад слушате нешто што приказује бољи живот, а ти немаш бољи живот, то мора да има утицаја на тебе."

Кутијеву музику и активизам инсиприсало је његовор окружење. У снимцима интрвјуа, пронађених у "Faces of Africa" на CGTN, говорио је о разлици између енглеских љубавних песама и своје музике:
Да, ако сте у Енглеској, музика може бити инструмент уживања. Можете певати о љубави, можете певати и о томе са ким ћете следеће ићи у кревет. Али у мом окружењу, моје друштво је неразвијено због ванземаљског система који се примењује на нашим људима. Не постоји ништа попут љубави. Постоји нешто попут борбе за људску егзистенцију. 

## Политички погледи и активизам

### Активизам
Кути је био високо ангажован у политичком активизму у Африци од седамдесетих година све до своје смрти. Критиковао је корупцију нигеријских државних званичника и малтретирање нигеријских грађана. Говорио је о колонијализму, као корену социјално-економских и политичких проблема који су мучили афрички народ. Корупција је била једна од најгорих проблема са којима се суочила Африка седамдесетих година, а Нигерија је била међу најкорумпиранијим државама. Влада је намештала изборе и вршила пучеве, који су на крају погоршали сиромаштво, економску неједнакост, незапосленост и политичку нестабилност, и даље промовишући корупцију и насилништво. Кутијеве протестне песме обрађивале су теме инспирисане реалношћу корупције и социјално-економске неједнакости у Африци. Кутијеве политичке изјаве могле су се чути широм Африке.
Кутијева отворено наглашавање насилног и репресивног режима који контролише Нигерију није прошло без последица. Ухапшен је у преко 200 различитих прилика и проводио је често време у затвору, а најдужи период који је провео у затвору био је 20 месеци након хапшења 1984. Поврх честог затварања, корумпирана влада послала је војнике да туку Кутија, његову породицу и пријатеље и уништавају просторе где год да је живео је и које год инструменте или снимке имао.
Седамдесетих година Кути је почео да води отворене политичке колумне у рекламном простору дневних и недељних новина попут Дејли телеграф и The Punch, заобилазазећи уредничку цензуру у нигеријским медијма, претежно под државном контролом. Објављивање током 1970-их и раних 1980-их под насловом „Главни свештеник каже“, ове колумне биле су продужетак чувених Кутијевих сесија, Иаби ритуала, за подизање свести са звуком речи, са собом као главним свештеником, спроведеним у његовом ноћном клубу у Лагосу. Организован око милитантног, афроцентричног приказивања историје и суштине црне лепоте, „Главни свештеник каже“ фокусирао се на улогу културне хегемоније у континуираном потчињавању Африканаца. Кути се обраћао многим темама, од жестоког спровођења криминалног понашања владе Нигерије, експлоатационе природе ислама и хришћанства, злих мултинационалних корпорација, до деконструкције западне медицине, црних муслимана, секса, загађења и сиромаштва. Колумну „Главни свештеник каже“ су на крају отказали The Daily Times and The Punch. Многи претпостављају да је на уреднике листа вршен притисак да зауставе објављивање, укључујући и претње насиљем.

### Политички погледи
Кутијева лирика изражавала је његове унутрашње мисли. Његов раст популарности током 1970-их наговестио је промену односа између музике као уметничке форме и нигеријског друштвено-политичког дискурса. 1984. критиковао је и вређао тадашњег ауторитарног председника Нигерије Мухамаду Бухарија. "Beats of no Nation" једна од његових најпопуларнијих песама, говори о Бухарију као "животињи у телу лудака". Кути је снажно веровао у Африку и увек је проповедао мир међу својим народом. Сматрао је да је најважнији начин да се боре против европског културног империјализма подржавањем традиционалних религија и стилова живота на њиховом континенту. Амерички покрет Црна моћ такође је утицао на Кутијеве политичке ставове; подржавао је панафриканизам и социјализам, и позивао на уједињену, демократску Афричку републику. Подржавао је афричке лидере, укључујући Кваме Нкруму и Тома Санкару. Кути је био искрени поборник људских права, а многе његове песме су директни напади на диктатуре, посебно на милитаристичке владе Нигерије током 1970-их и 1980-их. Такође, био је друштвени коментатор и критиковао је Африканце (посебно вишу класу), због издаје традиционалне афричке културе.
Године 1978. Кути је постао полигамист када се истовремено оженио са 27 жена. Веома јавно праћено венчање, имало је неколико сврха: обележавало је једногодишњицу напада владе Нигерије на Калакуту републику 1977, а такође је нормализовале Кутијеве односе са женама које су живеле са њим; на овај начин, нигеријска влада је спречена да изврши препад на Кутијево имање на основу тога што је он наводно киднповао жене.
Кути је описао полигамију као логичну и погодну: "Мушкарац у првом реду иде за многим женама. Као у Европи, када се мушкарац ожени, док жена спава, он излази и спава напољу. Требало би да доведе жену кући, човече, да живи са њим и престане да трчи по улицама! Неки овакав његов став према женама сматрају мизогинијом и као додатни доказ наводе песме попут "Mattress". Заправо, он се руга тежњи афричких жена према европским стандарднима жена, уздижући вредност тржишне жене у песми "Lady". Међутим, Кути је такође критиковао оно што је сматрао одбојним показивањем афричке мушкости. У својим песмама "J.J.D. (Johnny Just Drop)" and "Gentleman," Кути се руга афричким мушкарцима културно и политички непримереном усвајању европских стандарда и проглашава себе „афричким човеком: оригиналом“.
Кути је такође био отворени критичар Сједињених Држава. На састанку током његове турнеје у Амстердаму 1981. године, „жалио се на психолошки рат који су америчке организације попут ИТТ-а и ЦИА водиле против земаља у развоју у погледу језика“. Будући да изрази попут Трећег света, неразвијене или - још горе - несврстане земље подразумевају инфериорност, Кути је сматрао да их не треба користити.

## Наслеђе
Фела кути је остао упамћен као утицајна укона која је кроз своју музику износила своја мишљења о проблемима нације. Фестивал Фелабратион се одржава сваке године како би прославио живот ове музичке легенде и његов рођендан. Од његове смрти 1997. године, дошло је до оживљавања његовог утицаја у музици и популарној култури, што је кулминирало реиздавањем његових радова, под котролом УМГ-а, Бродвеја и биографски заснованих емисија и нових бендоба, као што су Антибалас.
Године 1999. Јуниверсал мјусик Франс, под водством Францисом Кертекаин, ремастерирао је 45 албума у свом власништву и издао их на 26 компакт дискова. Ови наслови су лиценцирани глобално, осим у Нигерији и Јапану, где су друге дискографске куће биле власнице Кутијеве музике.
Године 2003. изложба Црни председник дебитовала је у Новом музеју савремене уметности у Њујорку и представила концерте, симпозијуме, филмове и 39 дела међународних уметника.
Документарни филм Finding Fela у режији Алека Гибнеја премијерно је приказан на филмском фестивалу у Санденсу 2014. године.
Кутијева песма „Зомби“ појавила се у видеоигри Grand Theft Auto: IV, а постхумно је номинован у Рокенрол кућу славних 2021. године.

## Дискографија
- Fela Fela Fela (1969)
- Fela's London Scene (1971)
- Why Black Man Dey Suffer (1971)
- Live! (1971)
- Open & Close (1971)
- Shakara (1972)
- Roforofo Fight (1972)
- Afrodisiac (1973)
- Gentleman (1973)
- Confusion (1975)
- Expensive Shit (1975)
- He Miss Road (1975)
- Water No Get Enemy (1975)
- J.J.D. (Johnny Just Drop!!) (1977) Fela Kuti
- Zombie (1977)
- Stalemate (1977)
- No Agreement (1977)
- Sorrow Tears and Blood (1977)
- Shuffering and Shmiling (1978)
- Black President (1981)
- Original Sufferhead (1981)
- Unknown Soldier (1981)
- Army Arrangement (1985)
- Beasts of No Nation (1989)
- Confusion Break Bones (1990)
- The Best Best of Fela Kuti (1999)
- The '69 Los Angeles Sessions (1969/2010)

## Филмографија
- My Friend Fela, 2019, Joel Zito Araújo (Casa de Criação Cinema)
- Finding Fela, 2014, Alex Gibney and Jack Gulick (Jigsaw Productions)
- Femi Kuti — Live at the Shrine, 2005, снимљно уживо у Лагосу, Нигерија (Palm Pictures)
- Fela Live! Fela Anikulapo-Kuti and the Egypt '80 Band, 1984, снимљен уживо на Гластобуериу, Енглеска
- Fela Kuti: Teacher Don't Teach Me Nonsense & Berliner Jazztage '78 (Double Feature), 1984 (Lorber Films)
- Fela in Concert, 1981 (VIEW)
- Music is the Weapon, 1982, Stéphane Tchal-Gadjieff and Jean Jacques Flori (Universal Music)